# Bataille de Cambrai (1918)
Pour les articles homonymes, voir Bataille de Cambrai.
Première Guerre mondiale
Batailles
Front d'Europe de l’Ouest
- Liège (8-1914)
- Namur (8-1914)
- Frontières (8-1914)
- Anvers (9-1914)
- Grande Retraite (9-1914)
- Marne (9-1914)
- Course à la mer (9-1914)
- Yser (10-1914)
- Messines (10-1914)
- Ypres (10-1914)
- Givenchy (12-1914)
- 1re Champagne (12-1914)
- Hartmannswillerkopf (1-1915)
- Neuve-Chapelle (3-1915)
- 2e Ypres (4-1915)
- Colline 60 (4-1915)
- Artois (5-1915)
- Festubert (5-1915)
- Quennevières (6-1915)
- Linge (7-1915)
- 2e Artois (9-1915)
- 2e Champagne (9-1915)
- Loos (9-1915)
- Verdun (2-1916)
- Redoute Hohenzollern (3-1916)
- Hulluch (4-1916)
- 1re Somme (7-1916)
- Fromelles (7-1916)
- Arras (4-1917)
- Vimy (4-1917)
- Chemin des Dames (4-1917)
- 3e Champagne (4-1917)
- 2e Messines (6-1917)
- Passchendaele (7-1917)
- Cote 70 (8-1917)
- 2e Verdun (8-1917)
- Malmaison (10-1917)
- Cambrai (11-1917)
- Bombardements de Paris (1-1918)
- Offensive du Printemps (3-1918)
- Lys (4-1918)
- Aisne (5-1918)
- Bois Belleau (6-1918)
- 2e Marne (7-1918)
- 4e Champagne (7-1918)
- Château-Thierry (7-1918)
- Le Hamel (7-1918)
- Amiens (8-1918)
- Cent-Jours (8-1918)
- 2e Somme (9-1918)
- Bataille de la ligne Hindenburg
- Meuse-Argonne (10-1918)
- Cambrai (10-1918)

Front italien
Front d'Europe de l’Est
Front des Balkans
Front du Moyen-Orient
Front africain
Bataille de l'Atlantique
La bataille de Cambrai de 1918, connue également comme deuxième bataille de Cambrai, opposa des troupes du Corps canadien, des première, troisième et quatrième armées britanniques, le Corps américain, et des forces de l'Empire allemand. Elle appartient à une longue série de batailles sur la ligne Hindenburg. La bataille se déroula du 8 octobre au 10 octobre 1918.
Elle fit appel à plusieurs des nouvelles tactiques de 1918, notamment les chars, ce qui explique qu'elle fut menée en un temps très court, fit peu de victimes et se conclut par un succès éclatant.

## Déroulement de la bataille
Les Allemands avaient trois lignes qui s'étendaient sur 7 000 m environ. Le secteur étant calme jusque-là, il était peu garni : le 20e Landwehr et la 54e Reserve, soutenus par moins de 150 pièces d'artillerie. Les défenseurs allemands n'étaient pas prêts pour faire face au déferlement de 324 chars d'assaut.
- 1er octobre : Le corps canadien brise la résistance de von Below acculé près de Ramillies au nord et obligé d'abandonner Rumilly au sud.
- 8 octobre : La 57e division britannique entre dans les faubourgs sud de Cambrai, la 63e et les 2e et 3e divisions canadiennes enlèvent les villages de Niergnies, Forenville et Seranvillers, les Néo-Zélandais occupent Esnes.
- 9 octobre : Dès 4 heures du matin, la 2e division canadienne entrait dans Cambrai en ne rencontrant que peu de résistance. Elle poursuivit vers Cattenières sans attendre, laissant le « nettoyage » de la ville à la 3e division canadienne qui la suivait de près.
- 10 octobre : La 3e division canadienne entre dans la ville qu'elle trouve déserte. Il y eut au total moins de 20 morts.

## Conséquences

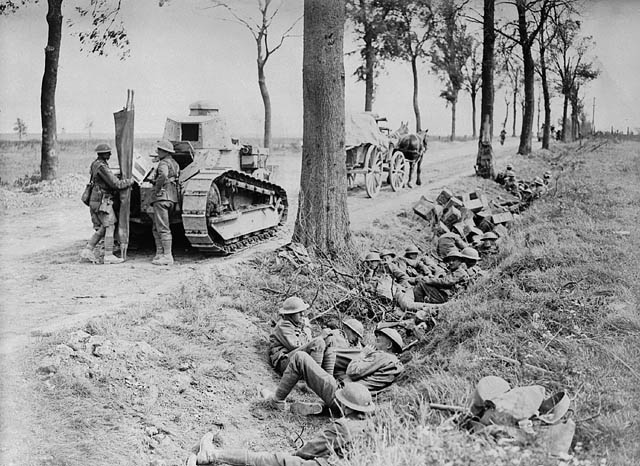
Soldats canadiens sur la route Arras-Cambrai en 1918

Bien que la prise de Cambrai ait été nettement plus rapide que prévu, la résistance des troupes allemandes au nord-est de la ville se durcit, ralentissant l'avance des Canadiens et obligeant le Corps Canadien à se retrancher.

## Sources et liens externes
- (en) Keegan, John; The First World War, UK Ed (Pimlico edition, Londres, 1999)
- (en) Berton, Pierre, Marching as to war, 2001.
- (en) The Battles of the Hindenburg Line

- (en) Cet article est partiellement ou en totalité issu de l’article de Wikipédia en anglais intitulé « Battle of Cambrai (1918) » (voir la liste des auteurs).